# Fenek (chráněný areál)
Fenek je chráněný areál (stejnojmenná dolina se zachovalým močálovým biotopem vzácných druhů rostlin, hmyzu a plžů) v oblasti Cerové vrchoviny, ve správě Chráněné krajinné oblasti Cerová vrchovina. Nachází se v katastrálním území obce Petrovce v okrese Rimavská Sobota v Banskobystrickém kraji. Území bylo vyhlášeno či novelizováno v roce 1993 na rozloze 9,6815 ha. Ochranné pásmo kolem chráněného areálu úřady nestanovily.